# Výsadkové vojsko

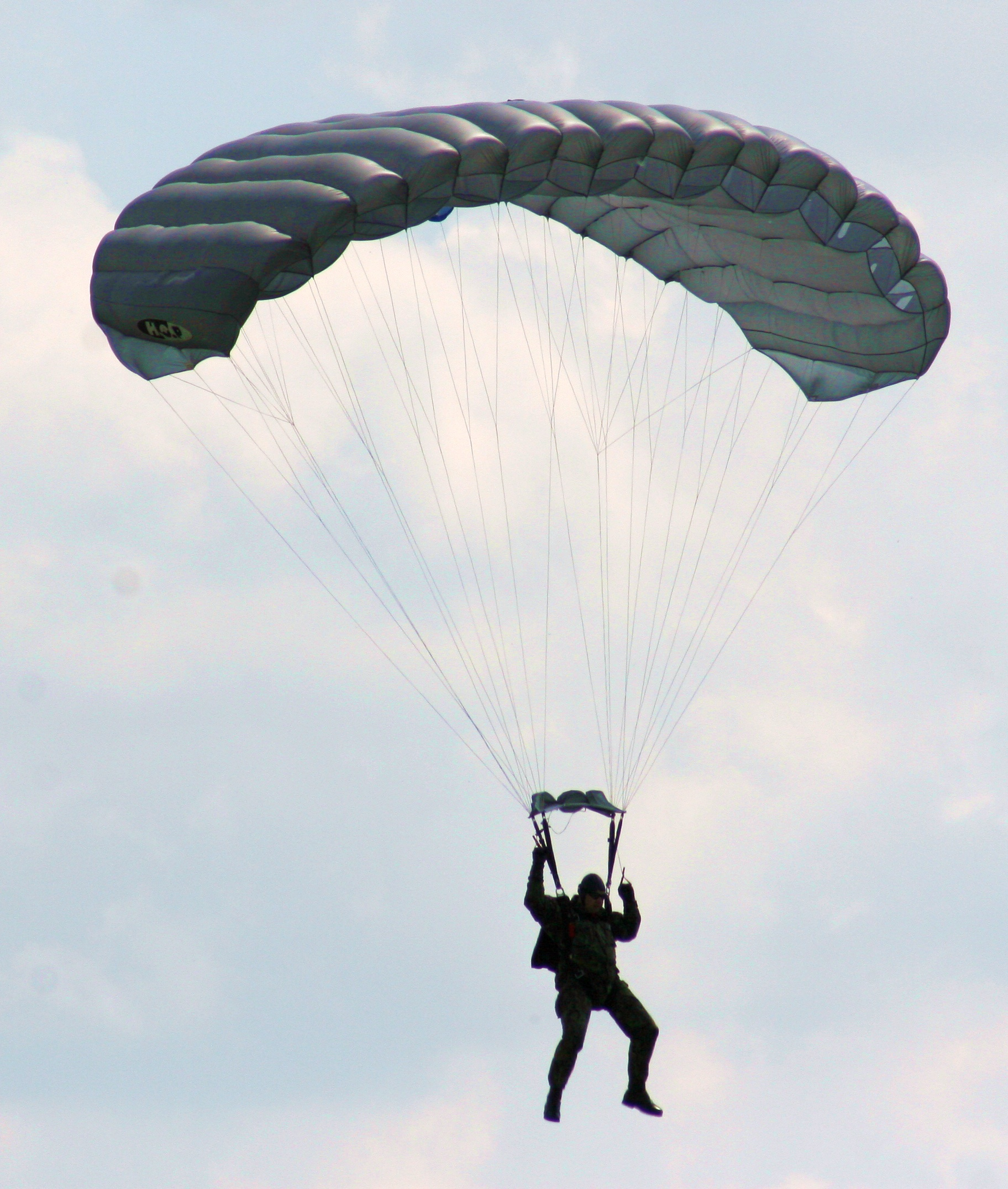
Výsadkář české armády

Výsadkové vojsko je tvořeno zvláštními vojenskými jednotkami pěchoty, které jsou vybavené a vycvičené k výsadkům ze vzduchu (pomocí padáků či z vrtulníků) na místo určení, často na území obsazené nepřátelskými silami.
První pokusy vysadit ze vzduchu vojáky do týlu nepřítele se datují do dob první světové války. Skutečný rozvoj výsadkového vojska však nastal až ve 30. letech 20. století nejdříve v Sovětském svazu a později i v Německu.
Základy výsadkového vojska československé armády byly položeny za druhé světové války v československé zahraniční armádě ve Spojeném království a v Sovětském svazu. V současné době má česká armáda jeden výsadkový pluk – 43. výsadkový pluk v Chrudimi.

## Historie

### První světová válka[1]
Letectví jako takové zažilo bouřlivý rozvoj během první světové války. Letečtí inženýři se snažili přizpůsobit konstrukce letadel k nějakému účelu. Právě v této době se zrodily první myšlenky, že letadla by mohla přepravovat vojáky na území nepřítele a podpořit tak útok ostatních jednotek. První s touto myšlenkou přišel generál William Mitchell, který byl velitelem amerického letectva ve Francii. Od svých nadřízených dostal povolení a začal s výcvikem výsadkářů. Tuto strategii plánoval použít v boji proti Němcům poblíž belgického města Ypres. Avšak během 1. světové války se nepodařilo tuto myšlenku realizovat a to zejména kvůli malé nosnosti letadel. Přesto probíhaly diverzní operace, kdy např. skupina pilotů přistála na nepřátelském letišti, zapálila tamní letadla a zase odletěla ve stejných letadlech, ve kterých přiletěla. Jednalo se však jen o dobrodružné jednorázové akce, než o pečlivě plánované útoky.

### První experimenty
Po 1. světové válce zažilo velký rozvoj dopravní letectví. Zvyšovala se nosnost dopravních letadel a tím pádem opět vyvstala myšlenka letadel pro výsadkáře. První velké experimenty s výsadkovými silami proběhly ve 30. letech 20. století v SSSR. Byly to velké bombardéry TB-1 a TB-3 speciálně upravené pro přepravu výsadkářů. Těžký bombardér se čtyřmi motory – TB-3 dokonce dokázal přepravovat i lehké tanky. Kromě speciálně upravených bombardérů a dopravních letadel, se začaly objevovat i létající tanky (jednalo se o lehké tanky s křídly, jako např. A-40) a výsadkové kluzáky.

### Druhá světová válka
Tyto první pokusy inspirovaly odborníky v Německu. Byli to právě Němci, kdo jako první nasadili specializované výsadkové jednotky. Včetně výsadkových kluzáků.
Němci také vyvinuli zřejmě největší kluzák Junkers Ju 322, který ale nebyl operačně nasazen.
Na začátku války měli Britové výsadkové síly, které se specializovaly jen na malé diverzní operace. V průběhu války však britská i americká armáda začala urychleně budovat velké výsadkové týmy.
V druhé polovině války to byli právě Spojenci, kteří ve velké míře využívali výsadkových letadel (kluzáků) a výsadkových vojsk při přepravě na evropský kontinent, při postupu do vnitrozemí Německa a při bojích v Barmě.

## Příklady výsadkových operací (2. světová válka)

### Skandinávie 1940 –Operace Weserübung[2]
Němci zahájili 9. dubna 1940 útok na Norsko a Dánsko sérií malých, nečekaných úderů námořních, pozemních a leteckých. Dánsko bylo strategické území, kterým by Němci získali přístup k Baltskému moři a obsazením letišť u Alborgu by zároveň získali vzdušnou převahu nad Norskem.

### Kréta 1941 –Operace Merkur[3]
Britové se po dubnovém ústupu z Řecka stáhli na Krétu. Byl to strategický ostrov, protože jim umožňoval kontrolovat cesty z východního Středomoří a ležel blízko Němci obsazeného Balkánu. Působila bezpečně, protože Britové měli námořní převahu. Hitler však chtěl ostrov dostat pod vlastní kontrolu. Proto poslechl svého generála Studenta, velitele německých výsadkových sil, na útok pomocí výsadkářů a kluzáků. Němcům se sice podařilo ostrov obsadit, ale s takovými ztrátami, že Hitler už nepovolil žádnou operaci v takovém rozsahu.

### Operace Market Garden1944[4]
Největší výsadkovou operací s nasazením nejvyššího počtu výsadkářů byla Market Garden (září 1944) – neúspěšná operace, kterou uskutečnili Britové u nizozemských měst Arnhem a Nijmegen. Tato města byla okupována Němci a Velká Británie se za pomocí výsadkářů a techniky poslané na padácích snažila obsadit mosty na Rýnu. I přes počáteční úspěch se výsadkáři setkali s nečekaně silným odporem německých vojsk, který kvůli pomalému postupu svých pozemních vojsk nedokázali překonat.

## Výsadková letadla
Výsadkové letadlo slouží k dopravě výsadkářů, lehkých a těžkých zbraní, k dopravě zásob ze vzduchu a někdy i k evakuaci zraněných.
V minulosti se většinou jednalo o upravené bombardéry nebo transportní a dopravní letadla či bezmotorové kluzáky. V 2. polovině druhé světové války začaly vznikat na obou stranách velké kluzáky se schopností dopravovat jak mužstvo a lehké zbraně, tak i lehké tanky. Současně s kluzáky začaly vznikat i těžké stroje pro jejich vlek jako např. Heinkel He 111Z.
Prvními upravovanými letadly byly těžké bombardéry TB-1, TB-3, které díky rychlému pokroku letectví po krátké době zastaraly, a proto se upustilo od jejich funkce a začaly se upravovat pro výsadkáře.
Po druhé světové válce nastoupil rychlý vývoj vrtulníků, který ozbrojeným silám umožňují dostat se nepozorovaně na nepřátelské území i do terénu, kam by se dříve upravovaná letadla vůbec nedostala.

### Těžké sovětské bombardéry:[6]
- Tupolev TB-1
- Tupolev TB-3
- Jakovlev Jak-24 – sovětský vrtulník

### Německé nákladní kluzáky:[7]
- DFS 230
- Messerschmitt Me 321
- Gotha Go 242 – německý transportní kluzák

### Spojenecké kluzáky:[8]
- General Aircraft Hamilcar – brtiský výsadkový kluzák
- Airspeed Horsa – britský přepadový kluzák
- Waco CG-4 – americký transportní kluzák